# Currende
Currende es un grupo belga especializado en la música del Renacimiento y del Barroco. Fue fundado en 1974, en Lovaina, por su director Erik Van Nevel.

## El grupo
Currende se compone en realidad de varias formaciones distintas: La primera de ellas es el Vocal Ensemble Currende, más tarde llamado Capella Currende. Es la agrupación inicial que se formó en 1974 y consiste en un coro formado por un número variable de cantantes, normalmente entre 16 y 24. Posteriormente se formó el Instrumental Ensemble Currende para acompañar al coro con un conjunto instrumental. Más tarde apareció el Currende Consort formado por 4-6 cantantes, entre los que cabe contar frecuentemente con la presencia del propio Erik Van Nevel, y el Concerto Currende, que es la orquesta barroca del grupo.
El grupo actúa a menudo junto con otras formaciones musicales. Por ejemplo, Currende Consort grabó un conjunto de 10 álbumes de polifonía flamenca (la serie "De Vlaamse Polyfonie") junto con la Capella Sancti Michaelis, también fundada por Erik Van Nevel. También han colaborado con algunas de las mejores orquestas barrocas europeas como Anima Aeterna, dirigida por Jos Van Immerseel, La Petite Bande dirigida por Sigiswald Kuijken, Concerto Köln dirigida por René Jacobs y Concerto '91  e Il Giardino Armonico dirigidas por Giovanni Antonini.
Durante los años 1994 y 1995, el gobierno flamenco otorgó a Currende el título honorífico de "Embajador Cultural de Flandes".

## El repertorio
El grupo ha interpretado un extenso repertorio que va desde los comienzos del Renacimiento hasta el pre-clasicismo. 
Dentro del Renacimiento, destaca la serie de 10 discos ("De Vlaamse Polyfonie") dedicados a la polifonía de los grandes maestros flamencos de los siglos XV y XVI como Guillaume Dufay, Gilles Binchois, Johannes Ockeghem, Alexander Agricola, Heinrich Isaac, Josquin des Prez, Jacob Obrecht, Pierre de La Rue, Adrian Willaert, Nicolas Gombert, Cypriano de Rore, Philippe de Monte, etc.
Además de esta serie, han grabado alrededor de 25 discos dedicados a otros compositores renacentistas y barrocos como Orlando di Lasso, Giaches de Wert, Hans Leo Hassler, Luca Marenzio, Claudio Monteverdi, Stefano Landi, Matheo Romero, Giacomo Carissimi, Heinrich Schütz Domenico Scarlatti y Dietrich Buxtehude

## Discografía
Álbumes originales:
- 1985 - Matheo Romero: Musique a la cour d'Espagne. Currende Vocal Ensemble. Musique en Wallonie MW 80053, Cypres 3606.
- 1986 - Renaissance-polyfonie uit de Nederlanden. Currende Vocal Ensemble. Eufoda 1104
- 1987 - Stefano Landi: La Morte D'Orfeo. Tragicomedia Pastorale. Currende Vocal Ensemble,  Tragicomedia Instrumental Ensemble. Accent ACC 8746/47, Accent 30046 (2 CD)
- 1988 - Orlando di Lassus: Patrocinium Musices Cantonium. Concerto Palatino, Currende Vocal Ensemble, Currende Consort. Accent ACC 8855 D, Accent 8855
- 1988 - Peter Philips: Paradisus Sacris Cantionibus. Vocal Ensemble Currende. Accent ACC 8862 D.
- 1990 - Giacomo Carissimi: Oratoria. Vanitas Vanitatum, Ezechia, Jephte. Currende Vocal Ensemble.  Accent ACC 9059 D
- 1990 - Domenico Scarlatti: Stabat Mater / Joao Rodrigues Esteves: Missa a otto voces. Currende Vocal Ensemble, Currende Instrumental Ensemble. Accent ACC 9069 D, Accent 10069
- 1991 - Heinrich Schütz: Cantiones Sacrae 1623. Currende Vocal Ensemble. Accent ACC 9174 D, Accent 10074
- 1992 - Giaches de Wert: Musica Religiosa. Concerto Palatino, Currende Vocal Ensemble. Accent ACC 9291 D.
- 1993 - Venetian Music For Double Choir. Adriaan Willaert, Giovanni Gabrieli. Concerto Palatino,  Currende Vocal Ensemble.  Accent 93101, Accent 10101.
- 1993 - De Vlaamse Polyfonie: Adriaan Willaert en Italië. Capella Sancti Michaelis, Currende Consort. Eufoda 1160.
- 1993 - De Vlaamse Polyfonie: Philippe Rogier en Spanje. Capella Sancti Michaelis, Currende Consort. Eufoda 1161.
- 1993 - De Vlaamse Polyfonie: Orlandus Lassus. Capella Sancti Michaelis, Currende Consort. Eufoda 1162.
- 1993 - De Vlaamse Polyfonie: Songs and Dances from Flanders. Capella Sancti Michaelis, Currende Consort. Eufoda 1163.
- 1994 - Cererols: Missa pro defunctis, Vespers. Ensemble Vocale Currende. Accent 94106
- 1994 - De Vlaamse Polyfonie: Philippus De Monte and the Habsburgers. Capella Sancti Michaelis, Currende Consort. Eufoda 1164.
- 1994 - De Vlaamse Polyfonie: Nicolaas Gombert en het Hof van Keizer Karel. Capella Sancti Michaelis, Currende Consort. Eufoda 1165.
- 1994 - De Vlaamse Polyfonie: Isaac, Obrecht, De La Rue. Capella Sancti Michaelis, Currende Consort. Eufoda 1166.
- 1995 - De Vlaamse Polyfonie: Josquin: Chansons & motets. Capella Sancti Michaelis, Currende Consort. Eufoda 1167.
- 1995 - De Vlaamse Polyfonie: Johannes Ockeghem en Frankrijk. Capella Sancti Michaelis, Concerto Palatino, Currende Consort. Eufoda 1168.
- 1995 - De Vlaamse Polyfonie: Guillaume Dufay en Bourgondië. Capella Sancti Michaelis, Currende Consort. Eufoda 1169.
- 1995 - Orlandus Lassus: Profane motetten. Currende Consort, Capella Currende, Concerto Palatino. Eufoda 1239
- 1996 - Frantisek Tuma: Miserere mei Deus, Stabat Mater. Accent ACC 95108
- 1996 - Passietijd in polyfonie. Lassus, Crequillon, Arcadelt. Currende Vocal Ensemble.  Eufoda 1248.
- 1996 - Charles-Joseph van Helmont: Missa Sanctae Gudilae. Eufoda 1259
- 1998 - Johannes le Febure: Motteten. Eufoda 1273.
- 1999 - Hans Leo Hassler: Feinslieb, du hast mich gfangen. Eufoda 1284
- 1999 - Hans Leo Hassler: Auß tieffer Noth. Eufoda 1285
- 1999 - Dietrich Buxtehude: Membra Jesu Nostri. Eufoda 1294
- 2000 - Renaissance Of The Spirit. The music of Orlando di Lasso and his contemporaries. Currende Vocal Ensemble, I Fiamminghi. Telarc CD-80521.
- 2001 - Philippus de Monte: Laudate Dominum, Motets. Eufoda 1306.
- 2001 - Luca Marenzio: Cantiones Sacrae. Eufoda 1313
- 2002 - Joao Lourenço Rebelo: Psalmi, Magnificat & Lamentationes. Eufoda 1344
- 2003 - Claudio Monteverdi: Vesperae in Nativitate Domini. Eufoda 1352
- 2005 - Music for Sir Anthony. Etcetera KTC 4005
- 2006 - Dietrich Buxtehude: In te Domine Speravi. Cantatas & Motets. Currende Vocal Ensemble, Currende Instrumental Ensemble. Accent 24184
- 2009 - Italian music in the Low Countries. Francesco Mancini: Missa Septimus. Etcetera KTC 4031

Álbumes recopilatorios y cajas:
- 1997 - De Vlaamse Polyfonie. Eufoda 1160/69, Etcetera KTC 1380 (2008) (10 CD). . . Contiene las siguientes grabaciones:
  - 1993 - De Vlaamse Polyfonie: Adriaan Willaert en Italië
  - 1993 - De Vlaamse Polyfonie: Philippe Rogier en Spanje
  - 1993 - De Vlaamse Polyfonie: Orlandus Lassus
  - 1993 - De Vlaamse Polyfonie: Songs and Dances from Flanders
  - 1994 - De Vlaamse Polyfonie: Philippus De Monte and the Habsburgers
  - 1994 - De Vlaamse Polyfonie: Nicolaas Gombert en het Hof van Keizer Karel
  - 1994 - De Vlaamse Polyfonie: Isaac, Obrecht, De La Rue
  - 1995 - De Vlaamse Polyfonie: Josquin: Chansons & motets
  - 1995 - De Vlaamse Polyfonie: Johannes Ockeghem en Frankrijk
  - 1995 - De Vlaamse Polyfonie: Guillaume Dufay en Bourgondië
- 2000 - Vous ou la mort. Canciones flamencas de amor cortés en el siglo XV. Cantus 9607.
- 2001 - Belle imagine. Cantus 9814/6 (3 CD). . Contiene el álbum recopilatorio:
  - 2000 - Vous ou la mort
- 2003 - Musica Sacra. Accent 20021 (5 CD). . Contiene los siguientes álbumes:
  - 1988 - Peter Philips: Paradisus Sacris Cantionibus
  - 1988 - Orlando di Lassus: Patrocinium Musices Cantonium
  - 1990 - Domenico Scarlatti: Stabat Mater / Joao Rodrigues Esteves: Missa a otto voces
  - 1992 - Giaches De Wert: Musica Religiosa
  - 1993 - Venetian Music For Double Choir. Adriaan Willaert, Giovanni Gabrieli
- ???? - Highlights. Eufoda

Álbumes recopilatorios junto con otros grupos:
- 1993 - Early Music of the Netherlands, Volume 2: 1600-1700. Emergo Classics 3986